# Забегаловка (деревня)
Забегаловка — деревня в Бежецком районе Тверской области. Входит в состав Поречьевского сельского поселения.

## География
Находится в восточной части Тверской области на расстоянии приблизительно 39 км на север-северо-запад по прямой от районного центра города Бежецк.

## История
Деревня отмечалась на карте уже только в 1978 году (как поселение с 9 дворами).

## Население
Численность населения: 1 человек (русские 100 %) в 2002 году, 5 в 2010.